# مزرعه صداقتی
مزرعه صداقتی یک منطقهٔ مسکونی در ایران است که در دهستان کنگور واقع شده‌است. مزرعه صداقتی ۳۷ نفر جمعیت دارد.